# モサイケラトプス
モサイケラトプス（学名 Mosaiceratops 「モザイク状の角のある顔」の意味）は、中生代後期白亜紀の中国湖南省に生息していたネオケラトプシアに属する角竜である。
化石は内郷県の下関累層 (Xiaguan Formation) で発見された。モザイケラトプスとも呼ばれる。
系統解析の結果、モサイケラトプスは最も基盤的な新角竜類であることがわかった。しかし著者たちは、前上顎骨と鼻骨のいくつかの特徴がプシッタコサウルスと共通していることを指摘し、新角竜類の中で上顎前歯が2度進化したこと、そしてプシッタコサウルスがこれまで考えられていたほど原始的ではないことを示唆している。

## 発見

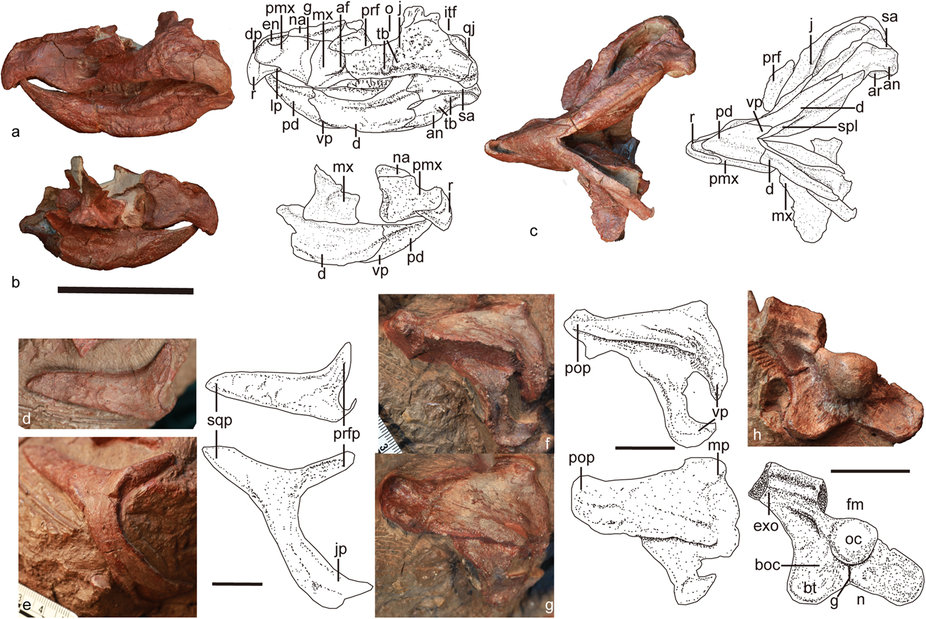
頭骨化石

河南省内郷の湍河 (Tuanhe) の西岸で小型角竜類の骨格が発見された。化石はSheng YimingとYu Chaoheによってクリーニングされた。
2015年、模式種 Mosaiceratops azumaiは、鄭文傑 (Zheng Wenjie)、金幸生 (Jin Xingsheng)、徐星 (Xu Xing) によって命名、記載された。属名のモサイケラトプスは「モザイク状の角のある顔」を意味し、これは一般的に基盤的新角竜類に見られる特徴とプシッタコサウルス科やその他の基盤的角竜類の特徴（特に前上顎骨歯を欠いている事）を併せ持つという、形質のモザイク進化に因んでいる。ラテン語の mosaicus と古代ギリシア語で「角」を意味する keras、「顔」を意味する ops の合成語である。種小名は、アーケオケラトプスの発見者である古生物学者東洋一への献名である。 
ホロタイプ ZMNH M8856 は、チューロニアン期-カンパニアン期の堆積物である下関累層で発見された。それは頭骨を含む不完全で関節していない骨格である。骨盤の骨と後肢の骨(大腿骨、脛骨、腓骨、坐骨、腸骨、一部の趾骨と中足骨、踵骨、距骨)、24の椎骨(3つの頸椎、3つの胴椎、18の尾椎)、肋骨、上腕骨、橈骨、および部分的に関節した頭骨が含まれる。後眼窩骨と鱗状骨が関節している。吻骨、前上顎骨、上顎骨、頬骨、方形骨、歯骨、上角骨、角骨、前頭骨前部、鼻骨前部が保存されている。化石は浙江省自然史博物館の所蔵である。

## 記載

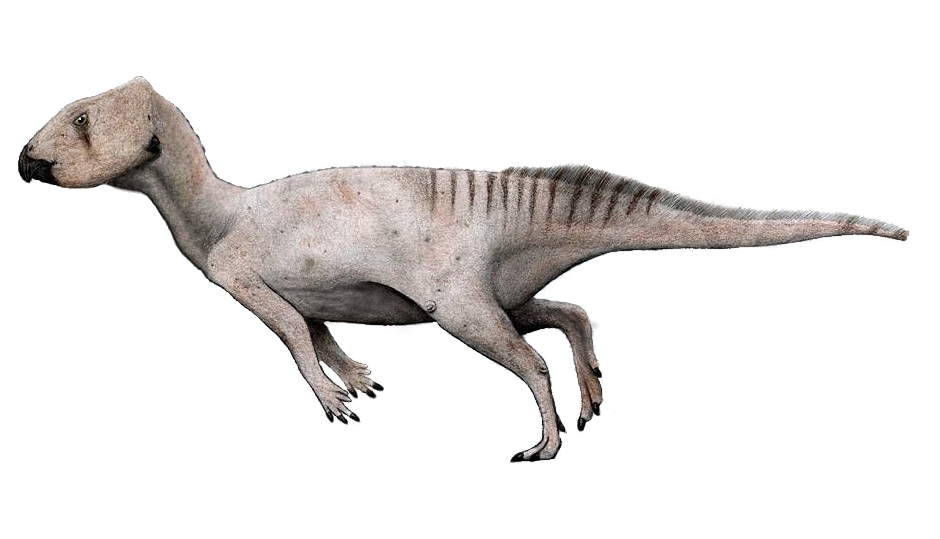
生体復元図

モサイケラトプスは小型の恐竜類で、全長1メートル、体重10キログラムに達する。 以下の４つの独自の固有派生形質によって区別される。側面視において前上顎骨と上顎骨の間に明らかな溝が存在する。平行な上縁と下縁を有する頬骨前部の伸長。眼窩の下の頬骨の本体に2つの小さな隆起がある。腸骨において、後縁の上端の先端が斜め上方と後方に向く。

モサイケラトプスとヒトとのサイズ比較

さらに以下のような個々の特徴自体は独自的ではないが、特徴のユニークな組み合わせをもつ。前上顎骨に歯がない。側面視において前上顎骨が上顎骨よりもやや幅が広い(その形質の存在は複数の系統に見られ、プシッタコサウルスと共有されている)。鼻孔の下に伸びる鼻骨前方下部の枝。逆T字型の頬骨。細い下降枝と後枝があるT字型の後眼窩骨。鱗状骨の内側の枝が前方と内側に斜めに伸びる。鱗状骨の前枝が二股に分かれない。後頭顆が中央の広い溝で区切られる。
頭骨は全体的には、アクイロプスやリャオケラトプスのような派生的な分類群に似ている。

## 分類
モサイケラトプスの記載者である Zheng et al.(2015)は、この属を既知の最も基盤的な新角竜類とし、プシッタコサウルスよりもトリケラトプスに近縁とした。モサイケラトプスが記載される以前、最基盤の新角竜類は分析上はアクイロプスまたはリャオケラトプスのいずれかであった。しかし記載者はこの位置づけが系統解析で強く支持されていないことに注目し、モサイケラトプスがプシッタコサウルスの姉妹群である可能性を認めた(その場合、プシッタコサウルス科の名称が有効化される)。Han et al. (2018) は、インロンの後頭骨に関する論文で、モサイケラトプスの外鼻孔はプシッタコサウルスほど高く位置していないことを指摘し、モサイケラトプスはリャオケラトプスやアクイロプスよりも派生的位置づけであると見なした。